# Institut Nacional d'Estadística de Ruanda
L'Institut Nacional d'Estadística de Ruanda (sigles en anglès NISR, francès: Institut national de la statistique du Rwanda) és una agència governamental responsable de recollir, analitzar, arxivar i difondre dades estadístiques nacionals de Ruanda, amb l'objectiu d'ajudar el govern de Ruanda a prendre decisions nacionals apropiades, oportunes i basades evidències.

## Ubicació
La seu del NISR es troba a l'avinguda KN2, al barri de Nyarugenge de la ciutat de Kigali, a la capital de Ruanda. Les coordenades de la seu de l'agència són 01°56'29.0"S, 30°03'26.0"E (Latitud:-1.941384; Longitud:30.057225).

## Informació general
Entre les seves funcions múltiples, es troba la tasca de treballar amb la Comissió Nacional del Cens per processar les dades del cens, inclosa la validació, la tabulació, la difusió i l'arxivament de les dades del cens final. L'últim cens nacional es va dur a terme a l'agost de 2012. L'agència també publica dades econòmiques periòdiques per a Ruanda.